# فلیتو
فلیتو (به ایتالیایی: Felitto) یک کومونه در ایتالیا است که در استان سالرنو واقع شده‌است.

## خصوصیات
فلیتو ۴۱ کیلومترمربع مساحت و ۱٬۲۹۶ نفر جمعیت دارد.